# Kriemhildenstuhl
Der Kriemhildenstuhl, seltener auch Krimhildenstuhl (mit kurzem i), auf der Waldgemarkung der pfälzischen Kreisstadt Bad Dürkheim (Rheinland-Pfalz) ist ein ehemaliger römischer Steinbruch. Er wurde um das Jahr 200 n. Chr. von der 22. Legion der römischen Armee betrieben, die im gut 60 km entfernten Stützpunkt Mainz stationiert war.
Der Kriemhildenstuhl befindet sich im Eigentum des Drachenfels-Clubs. Das Gelände ist lt. Infotafel der Stadt Bad Dürkheim als Denkmalzone eingestuft, die Denkmalliste des Landes führt es als Einzeldenkmal.

## Geographie

### Lage
Der Kriemhildenstuhl liegt im Nordwesten von Bad Dürkheim links des Flüsschens Isenach auf einer Höhe von etwa 240 m ü. NHN am Südosthang des 300 m hohen Kästenbergs. Dies ist ein südlicher Ausläufer des Teufelssteins (319 m), der zur Haardt gehört, dem Ostrand des Pfälzerwalds zur Rheinebene hin. Von der Anhöhe aus bietet sich ein umfassender Ausblick hinunter auf die Stadt und über die Ebene.

### Umgebung
Direkt oberhalb des Kriemhildenstuhls erstreckt sich die Heidenmauer, eine 26 Hektar große befestigte keltische Siedlung aus der späten Hallstattzeit. Der Brunhildisstuhl, auch Brunholdisstuhl, wenige Meter nordöstlich des Kriemhildenstuhls war vermutlich ebenfalls ein römischer Steinbruch. Weitere Steingewinnung durch die Römer in der Nähe gab es im Kallstadter Tälchen und am Weilerskopf.

## Grabungsgeschichte

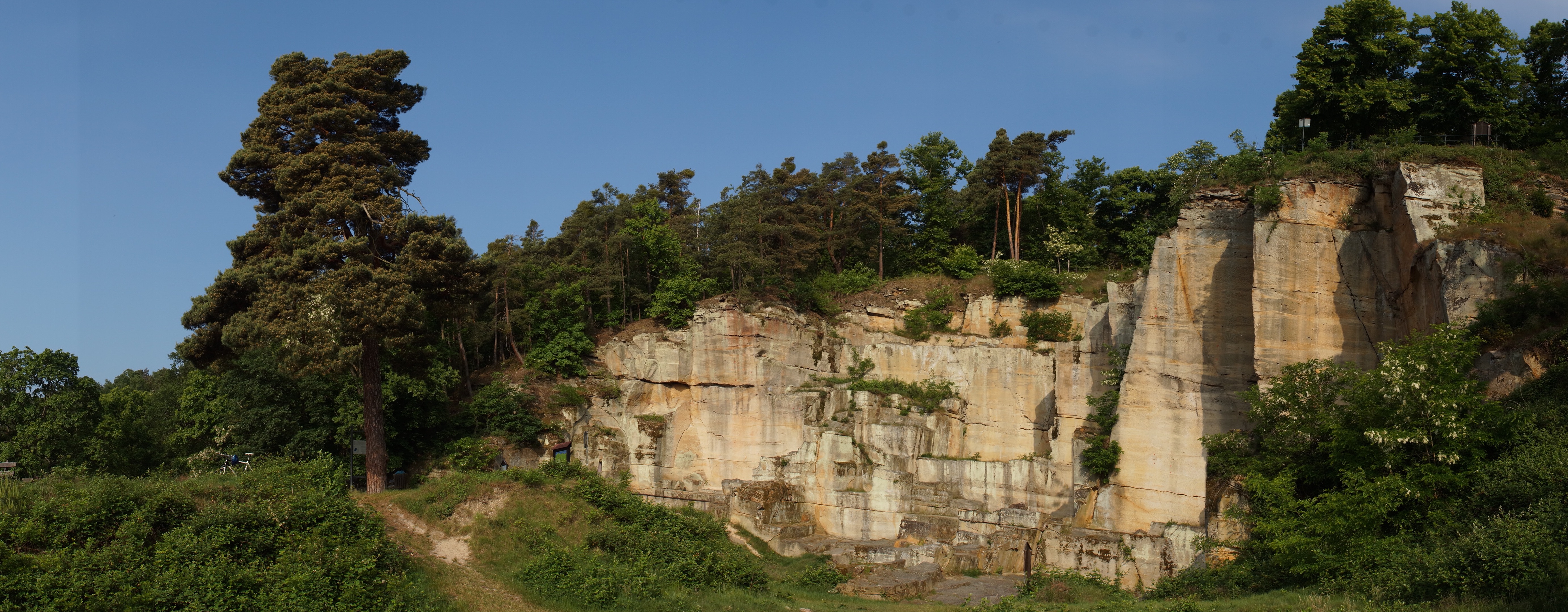
Panorama

Im Mittelalter wurde der Kriemhildenstuhl – wie der nahegelegene Brunhildisstuhl – fälschlich mit den germanischen Burgunden und dem Nibelungenlied in Verbindung gebracht. Wissenschaftliche Ausgrabungen wurden 1884, 1893/94, 1916/17, 1934/35 und 1937–1939 durchgeführt. In der Zeit des Nationalsozialismus gab es – erfolglose – Bestrebungen, durch Grabungen zu belegen, dass es sich bei dem Steinbruch um eine altgermanische Kultanlage gehandelt habe.
Ausgrabungen in der zweiten Hälfte des 20. Jahrhunderts erbrachten neue Forschungsergebnisse über Technik und Arbeitsorganisation der Römer und förderten über die bis dahin bekannten Inschriften hinaus weitere zutage.

## Grabungsergebnisse

### Technik und Arbeitsorganisation

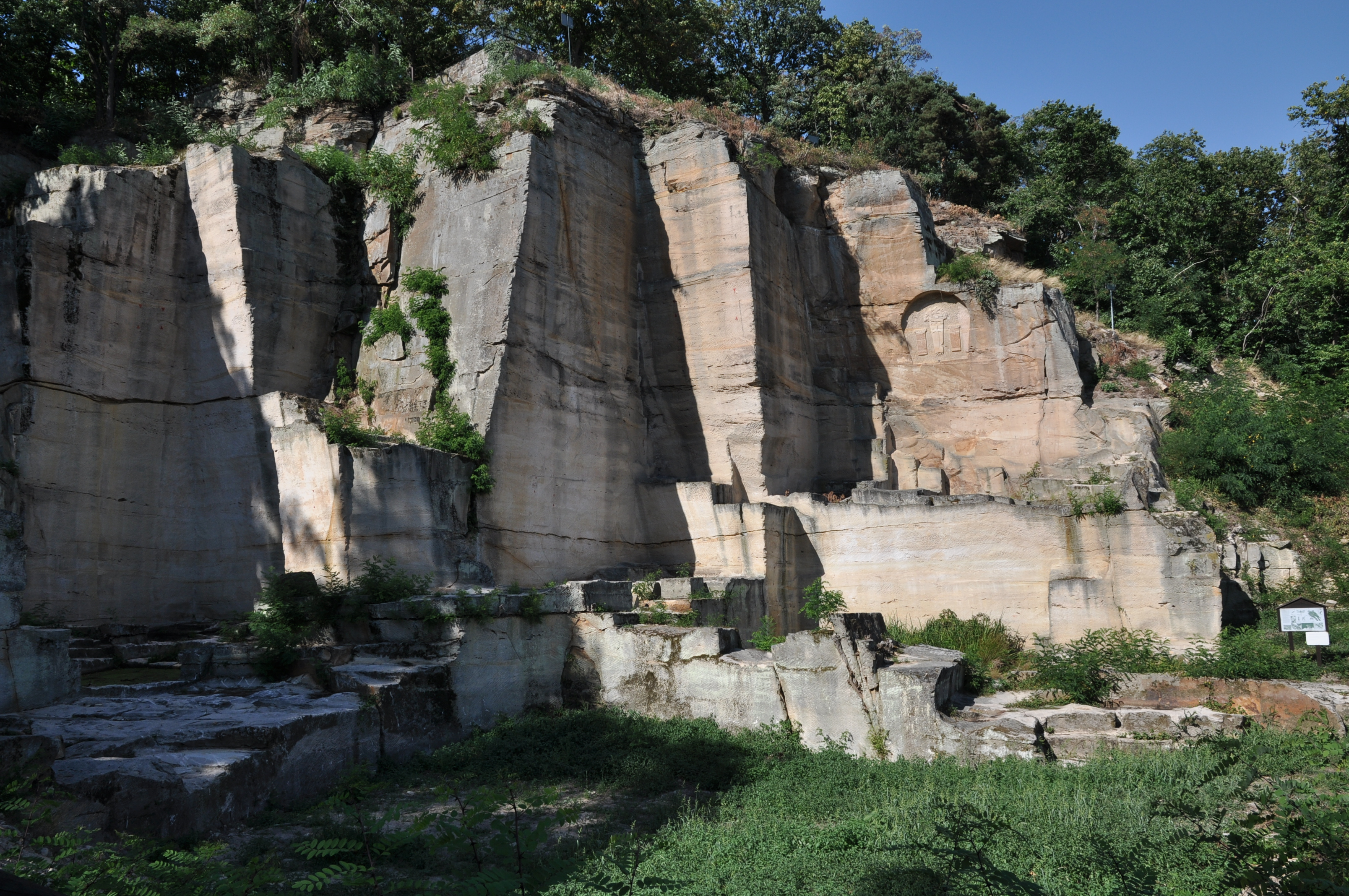
Arbeitsterrassen

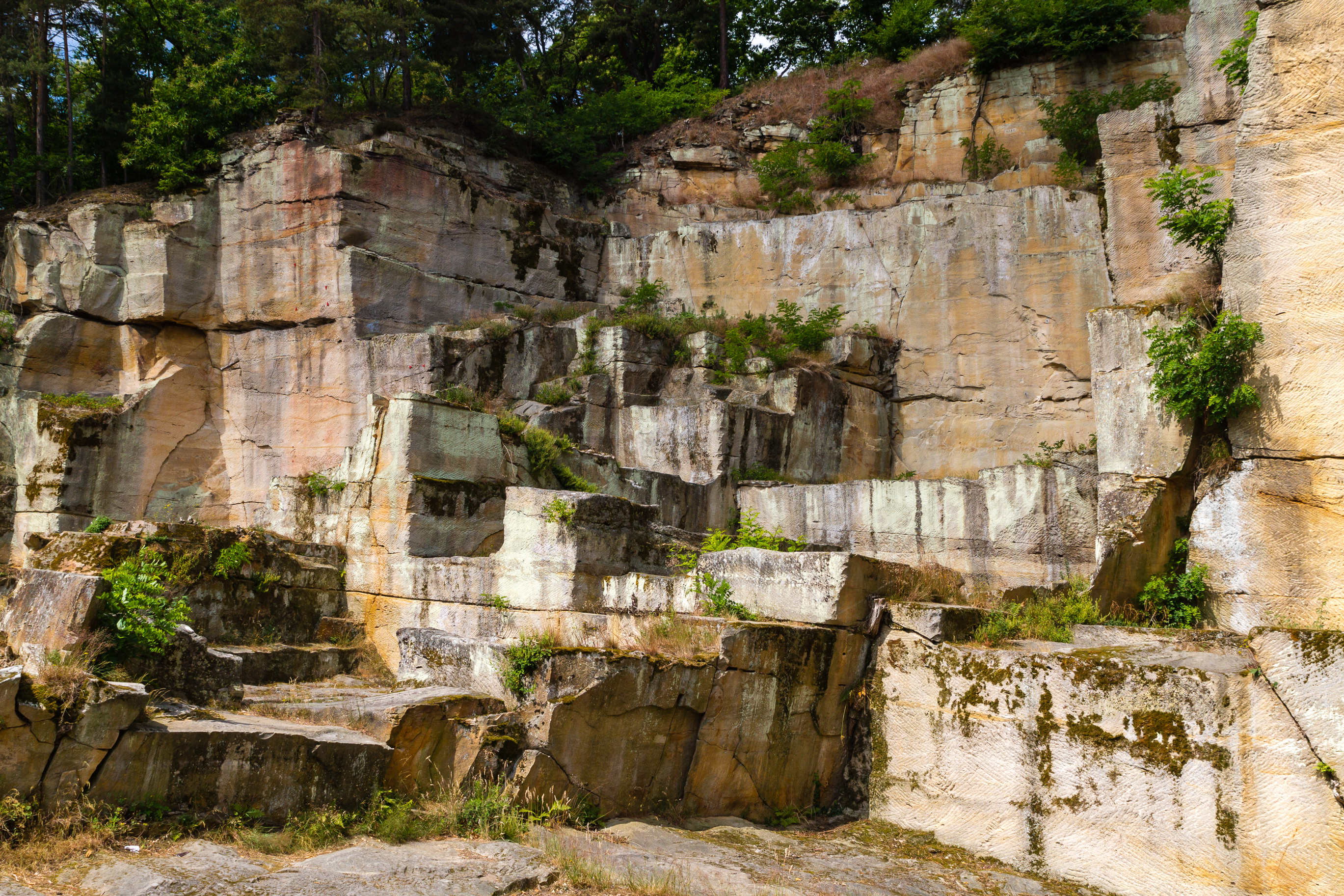
Arbeitsterrassen

In dem halbrunden Steinbruch wurde der weißliche quarzitische Sandstein der Karlstal-Schichten des Mittleren Buntsandsteins abgebaut. Dass die Steingewinnung in der Nähe des Plateaus vorgenommen wurde, liegt vermutlich daran, dass dort das Gestein nur mit wenig Erde überdeckt war.
Gearbeitet wurde mit mehreren Arbeitsgruppen, sogenannten Arbeitsköpfen. Einzelne Arbeitsköpfe waren 25 m über der nächsten Ebene darunter.
An den Schrotrillen lässt sich erkennen, dass die geförderten Steinblöcke Längen zwischen 1,20 und 3 m, Breiten zwischen 0,6 und 1,4 m und Höhen von 0,6 m hatten. Vereinzelt wurden auch Kapitelle und runde Steine, die eventuell für Säulen bestimmt waren, gefertigt. Die Blöcke wurden zunächst mit Schrothämmern an zwei Seiten aus der Felswand freigehauen, dann wurde mit Setzkellen die Unterseite ausgelöst. Beide Arten von Werkzeug wurden bei den Ausgrabungen gefunden.
Die Transportrille, in der die Blöcke auf Kufen und Rollen ins Tal geschafft wurden, ist noch gut zu erkennen.

### Inschriften und Zeichnungen

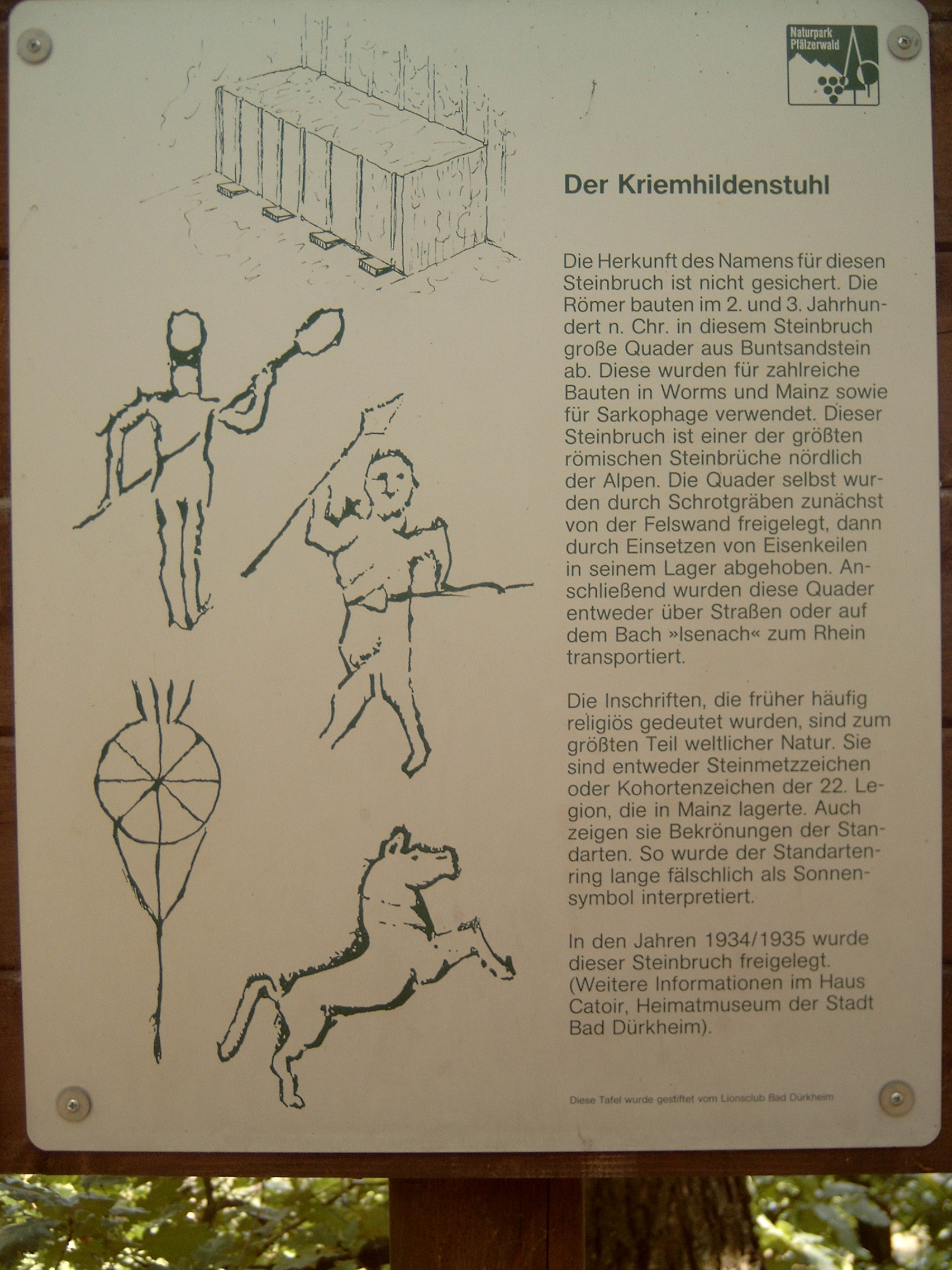
Schautafel mit Abbildungen
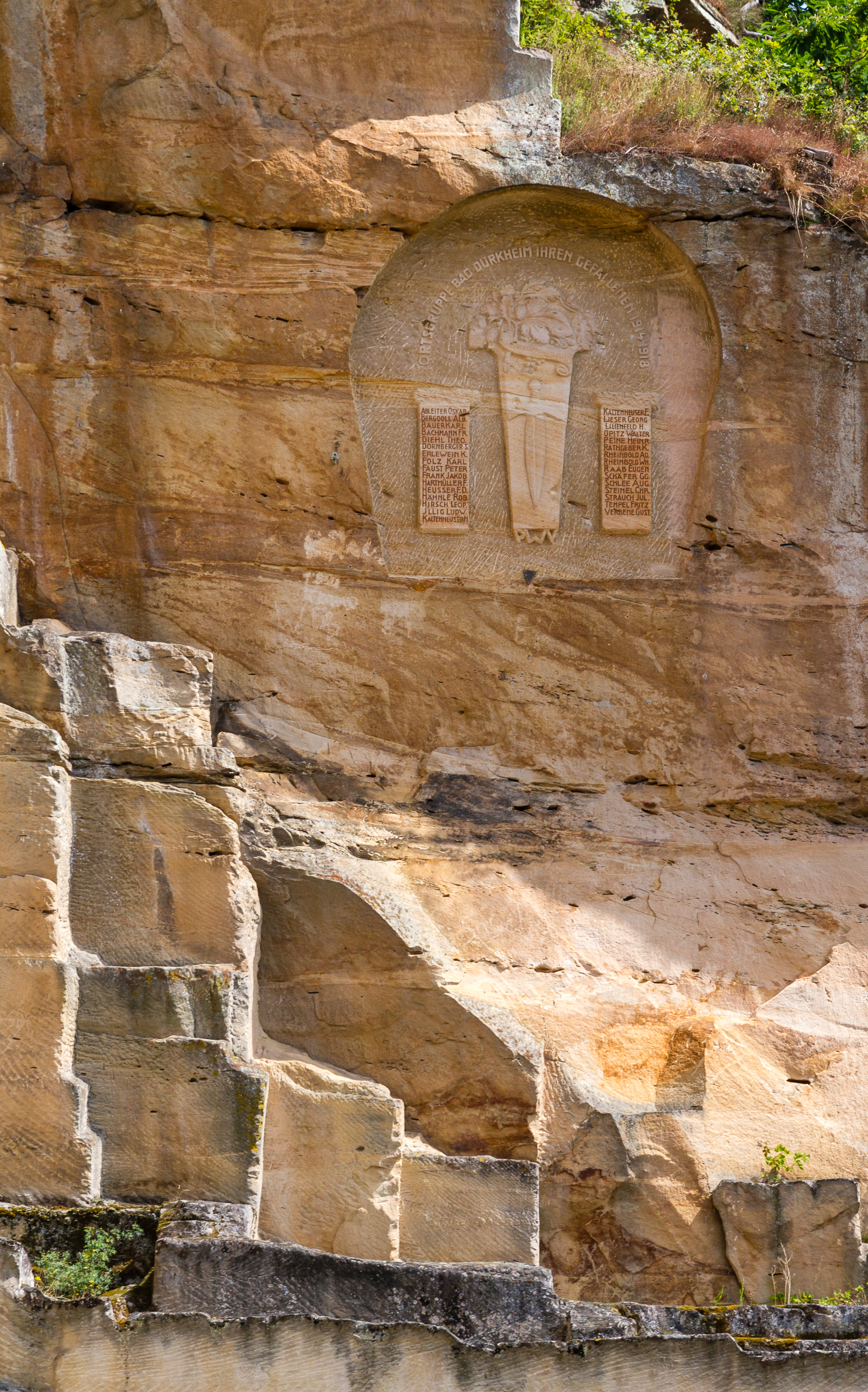
Terrassenförmiger Abbau, Reliefs und Inschriften
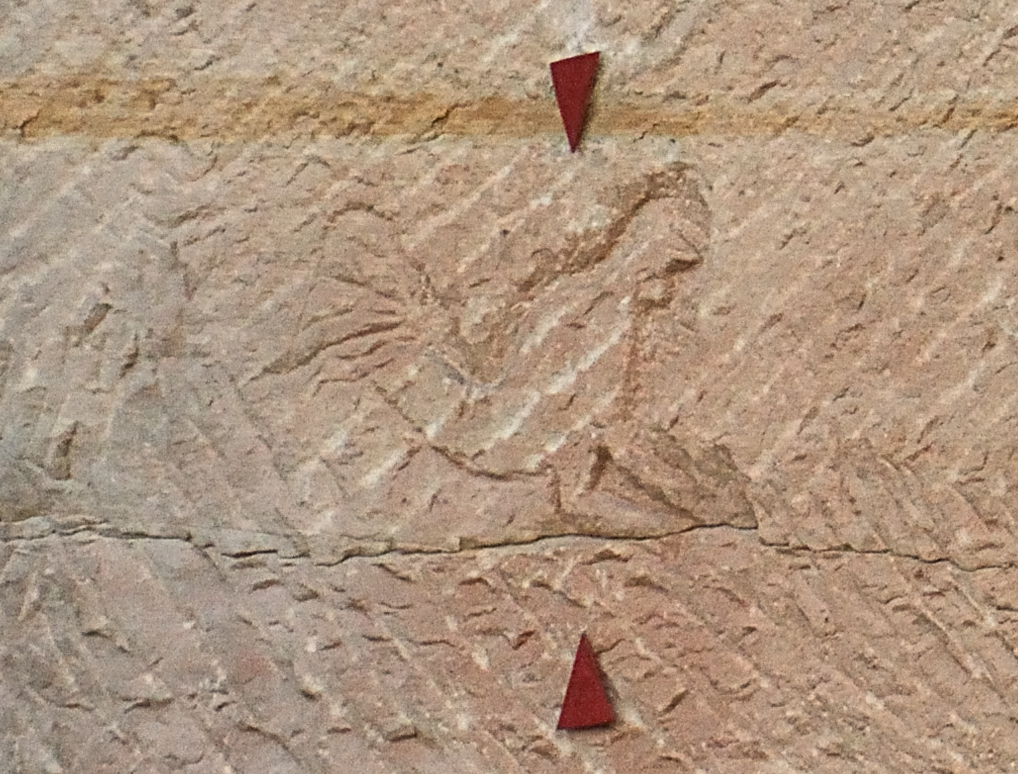
Feldzeichen der 22. Legion
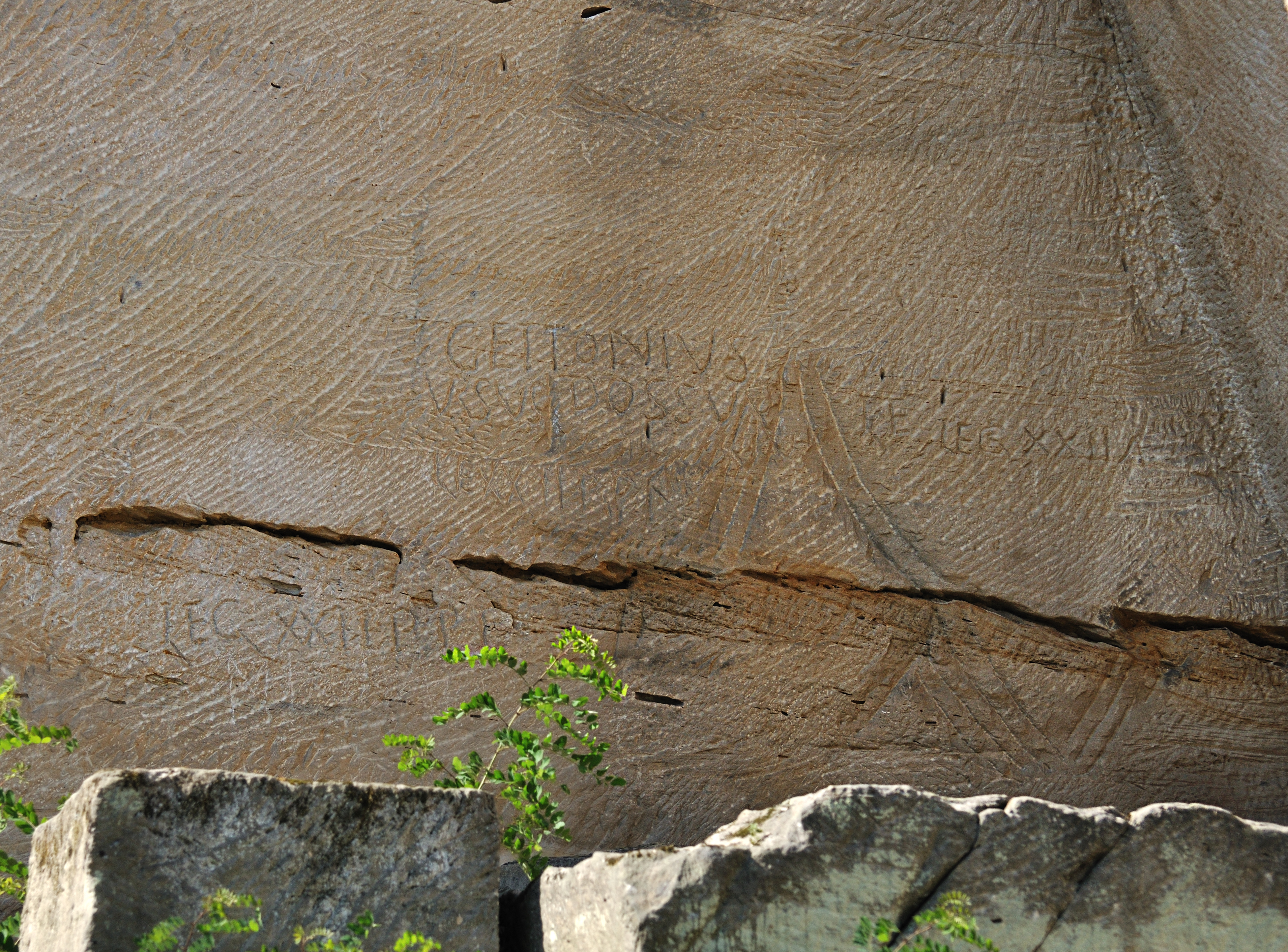
Inschrift von drei Legionären
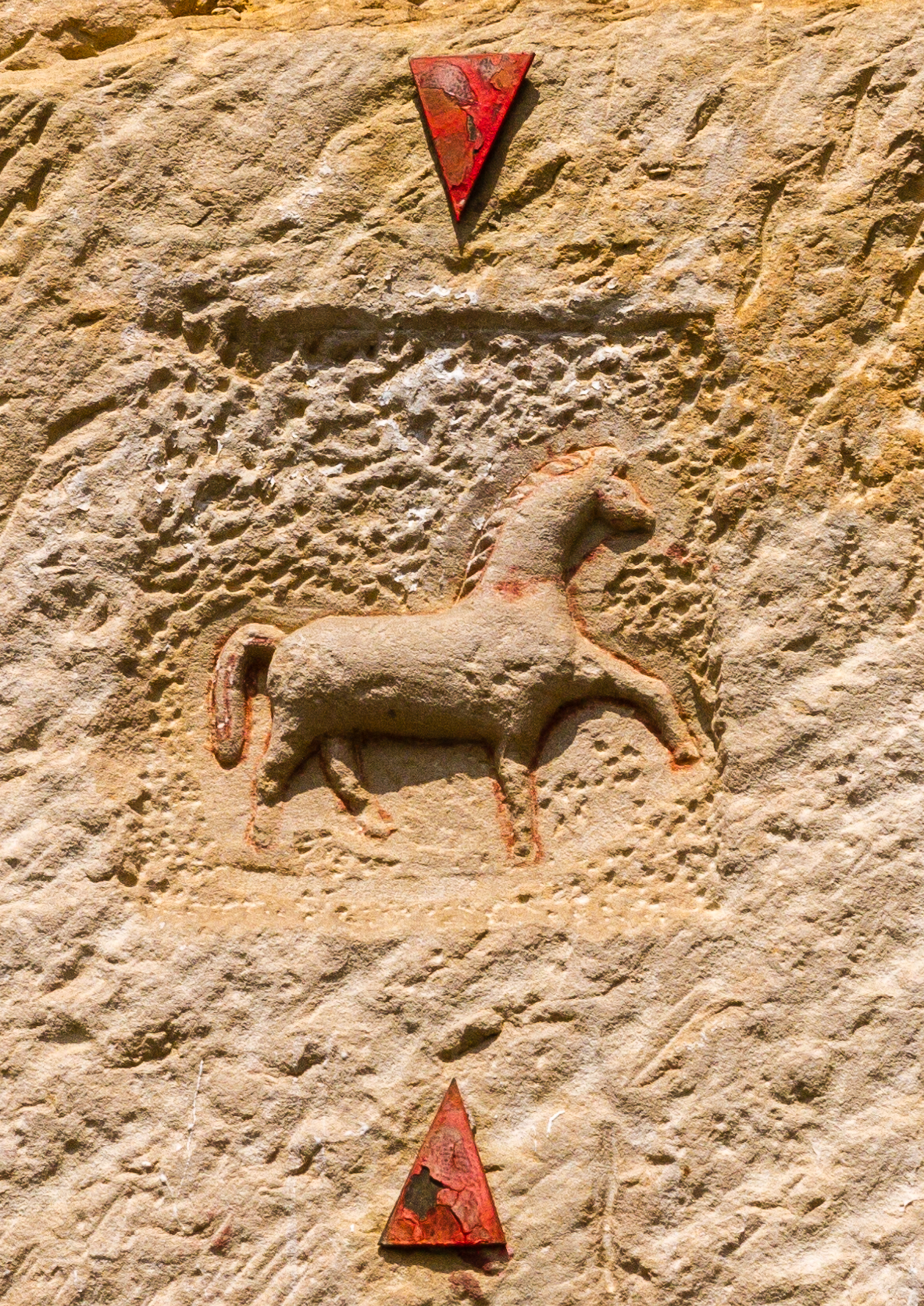
Eine der Pferdedarstellungen

Da die unteren Schichten des Steinbruchs während des Betriebs mit Abraum verfüllt wurden, blieben hier die Spuren römischer Werkzeuge sowie Inschriften und Zeichnungen sehr gut erhalten.
Arbeitsinschriften
- (angulus) Aici = Arbeitskopf des Aicus
- (H)ostili Geniali angulus Quin(ti) Purpurionis = Dem Hostilis Genialis (wird) der Arbeitskopf des Quintus Purpurio (zugewiesen)
- (angulus) Septimi VI id Aug = (Arbeitskopf) des Septimus am 8. August (übergeben)

Legionsinschriften
- I(ovi) O(ptimo) M(aximo)/ET GENIO/I(m)PERATORE/LVC(Lucio) SEPTIMO/SEVERO VEX(i)L(latio) L(egionis) XXII P(iae) F(idelis) = Weihung an Jupiter und den Genius des Kaiser Septimius Severus durch die Abteilung der 22. Legion, der rechtschaffenen und getreuen
- ob m(emoriam) Dat(ivi) Pr(o)c(uli) S(igniferi) = zum Gedenken an den Bannerträger Dativus Proculus
- Natalis m(iles) l(egionis) XXII p(iae) f(idelis) = Natalis, Soldat der 22. Legion, der rechtschaffenen und treuen
- Vog(e)llin(us) Perpet(uus) Leg(ionis) XXII P(iae) = Vogellinus Perpetuus, (Angehöriger) der 22. Legion, der rechtschaffenen
- Gettonius/Ursus Dossus(S)/LE LEG XXII A/LEG XXII P PF = Gettonius, Ursus und Dossus, Soldaten der Legio XXII Antoniniana(?) Legio XXII p(rimigeniae) p(iae) f(idelis) 22. Legion, der erstausgehobenen, getreuen und rechtschaffenen

Zeichnungen
Es finden sich Pferdedarstellungen, die vielleicht Abzeichen der hier tätigen Einheit waren, außerdem Abbildungen von Menschen, Phalli und Vulven. Ob die Geschlechtssymbole in Verbindung zu einem religiösen Kult stehen oder eher heutigen Latrinenschmierereien entsprechen, lässt sich nicht eindeutig beurteilen.
Bei Raddarstellungen und Hakenkreuzen könnte es sich um religiöse Symbole, aber auch um Arbeitsmarkierungen handeln.